# James Hazen Hyde
James Hazen Hyde (6 de junio de 1876 - 26 de julio de 1959) fue el hijo de Henry Baldwin Hyde, fundador de La Compañía Aseguradora Equitativa de los Estados Unidos. James Hazen Hyde tenía veintitrés años en 1899 cuando heredó la mayoría de las acciones de la compañía, que por entonces manejaba mil millones de dólares. Cinco años más tarde, en la cima del éxito social y financiero, los esfuerzos por expulsarle de la dirección de La Equitable pusieron en marcha el primer gran escándalo de Wall Street del siglo XX, que dio como resultado su renuncia a intervenir en la gestión de la compañía y su expatriación voluntaria a Francia. 

## Primeros años
James Hazen Hyde nació en la ciudad de Nueva York el 6 de junio de 1876. Alumno de la Cutler School, se graduó en la Universidad de Harvard en 1898. Estudió historia, lengua y literatura francesas, y participó en el establecimiento de un programa de intercambio que permitiera a los escritores y educadores franceses dar conferencias en universidades de los Estados Unidos, con profesores estadounidenses que a su vez intercambiaban experiencias en universidades de Francia. Los esfuerzos de Hyde incluyeron la dotación de un fondo para sufragar los gastos del profesorado, y recibió la Legión de Honor (Caballero) del gobierno de Francia. 

## Inicio de su carrera
Hyde fue nombrado vicepresidente de La Equitable después de graduarse en la universidad. Además, figuraba en los consejos de administración de más de 40 compañías, incluidos los ferrocarriles Wabash Railroad y Western Union. 
Además de sus actividades comerciales, Hyde se dedicó a diversos entretenimientos y aficiones. Entre sus propiedades figuraba una gran finca en Long Island, donde mantenía caballos en sus establos, así como una red de caminos y senderos para participar en carreras de coches de caballos. También intervino en exhibiciones de caballos y en carreras de caballos. Acumuló una colección de carruajes, que posteriormente donaría al Museo Shelburne . 

## Salida de la Equitable

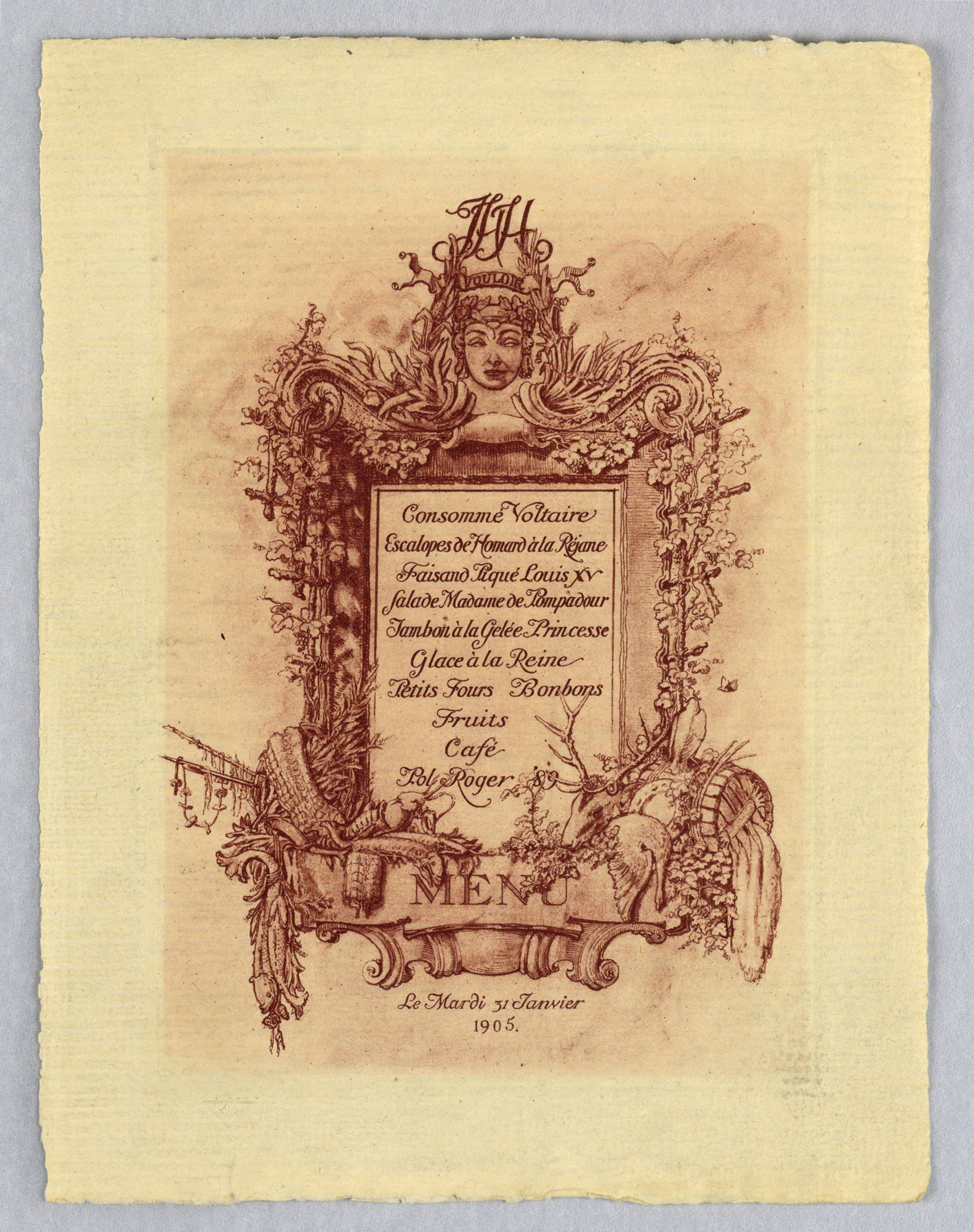
Menú de la fiesta dada por James Hazen Hyde (31 de enero de 1905)

Tras la muerte de su padre, Hyde era el accionista mayoritario y tenía el control efectivo de The Equitable. Según los términos del testamento de su padre, estaba previsto que James asumiera la presidencia de la compañía en 1906. Los miembros de la junta directiva, entre ellos EH Harriman, Henry Clay Frick, JP Morgan y el presidente de la compañía, James Waddell Alexander, intentaron arrebatarle el control a Hyde por distintos medios, incluido un intento infructuoso de que lo nombraran embajador en Francia. 
En la última noche de enero de 1905, Hyde organizó un baile de disfraces inspirado en la corte de Versalles, muy seguido por los periódicos. Falsamente acusado (a través de una campaña de desprestigio organizada por sus oponentes en The Equitable) de cargar a la compañía los 200.000 dólares (aproximadamente 4 millones en 2014) que había costado la fiesta, Hyde pronto se vio envuelto en una vorágine de acusaciones de malversación corporativa. Estas acusaciones casi causaron un pánico en Wall Street, y finalmente llevaron a una investigación estatal de toda la industria de seguros de Nueva York, que dio lugar a leyes para regular las actividades entre compañías de seguros, bancos y otras corporaciones. 

## Carrera posterior
En 1905, el patrimonio neto de Hyde era de aproximadamente 20 millones de dólares (unos 400 millones en 2014). Después de la prensa negativa generada por los esfuerzos para sacarlo de The Equitable, más adelante, en 1905, Hyde renunció a la compañía y a la mayor parte de sus otras actividades comerciales y se mudó a Francia. Se publicaron rumores de que se iba a casar con la actriz francesa Yvonne Garrick en 1906.

## Primera Guerra Mundial
Al comienzo de la Primera Guerra Mundial, Hyde convirtió su hogar y una propiedad de alquiler en París en hospitales de la Cruz Roja Francesa, y ofreció sus servicios como organizador y conductor en el American Field Ambulance Service. Cuando los Estados Unidos entraron en la guerra, Hyde fue reclutado como capitán y asignado como asistente a Grayson M. P. Murphy, el Alto Comisionado de la Cruz Roja Americana en Francia. 
Durante y después de la guerra dirigió la oficina de Harvard y Nueva Inglaterra de la University Union en París. A través de los auspicios de esta organización, organizó una serie de conferencias anuales para profesores estadounidenses que visitaban universidades francesas. También ayudó a ganar apoyo público para ayudar a Francia mediante la publicación de varias de sus propias conferencias y monografías. 
Por sus esfuerzos durante la guerra, Hyde recibió la Gran Cruz de la Legión de Honor.

## Vida posterior

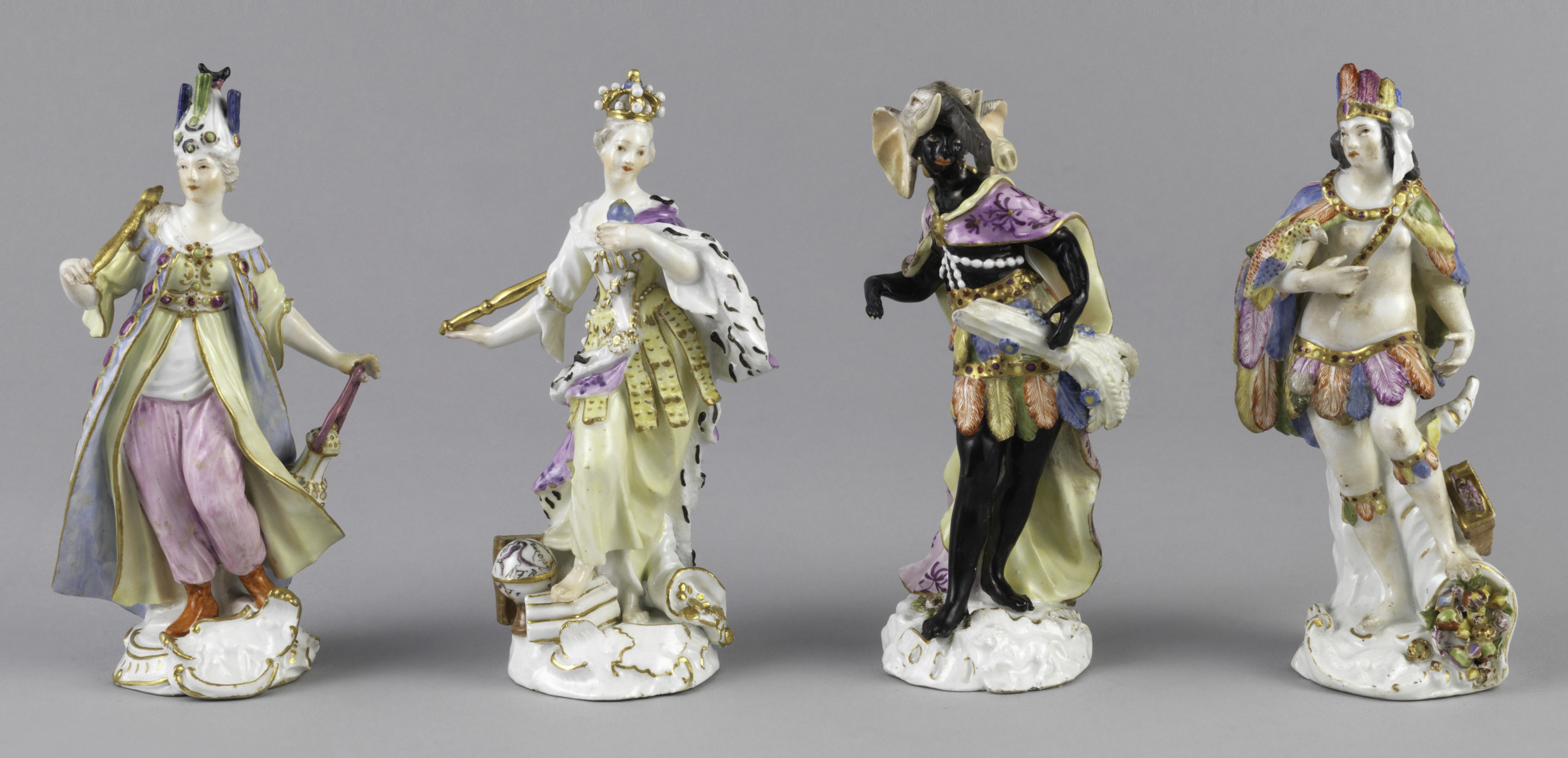
Conjunto de figuras de porcelana alemanas (c. 1775). Desde la izquierda: Asia, Europa, África y América. Donadas al Cooper Hewitt, Smithsonian Design Museum por Hyde.

En 1941, Hyde regresó de Francia como resultado de la ocupación de Francia por la Alemania nazi durante la Segunda Guerra Mundial. Durante su estancia en los Estados Unidos, residió en el Savoy-Plaza Hotel en la ciudad de Nueva York y en hoteles de Saratoga Springs, Nueva York. 
Fue coleccionista de libros y documentos relacionados con las relaciones franco-americanas a partir de 1776, miembro de la Academia de Ciencias Morales y Políticas, de la Sociedad Americana de Antigüedades y de la Sociedad Histórica de Nueva York. Formó una colección de grabados alegóricos que ilustran los Cuatro Continentes que se encuentran ahora en la Sociedad Histórica de Nueva York. Los dibujos de Hyde y una colección de juegos de figuras de porcelana y otras artes decorativas que también ilustran los Cuatro Continentes fueron compartidos por varios museos de la ciudad de Nueva York. 

## Muerte
Hyde murió en Saratoga Springs, Nueva York el 26 de julio de 1959. Fue enterrado en el cementerio de Woodlawn en el Bronx. 

## Reconocimientos
- Obtuvo un título honorario de la Universidad de Rennes en 1920.